# Maraca
Maraca – singel Mohombiego zapowiadający album Universe, wydany 2 września 2011 nakładem wytwórni płytowej Island Records. Utwór napisali i skomponowali RedOne, Jimmy Joker, Teddy Sky oraz sam wokalista. Za miksowanie utworu odpowiadał Trevor Muzzy, a za mastering Bunt Stafford-Clark. 
Singel dotarł do 14. miejsca na oficjalnej szwedzkiej liście sprzedaży. 

## Lista utworów
- Digital download[1]

1. „Maraca” – 3:41

## Notowania
| Kraj    | Notowanie (2011)  | Najwyższa pozycja |
| ------- | ----------------- | ----------------- |
| Szwecja | Sverigetopplistan | 14                |